# Der Schnupfen
Der Schnupfen (Originaltitel: Katar) ist ein Kriminalroman des vor allem durch seine Science-Fiction-Romane bekannten polnischen Autors Stanisław Lem aus dem Jahr 1976. Er wurde 1979 mit dem Grand prix de littérature policière als bester fremdsprachiger Roman ausgezeichnet.

## Inhalt
Während zweier Jahre ereignen sich in Neapel eine Reihe mysteriöser Todesfälle. Alle Opfer sind Ausländer, alleinreisend und der italienischen Sprache nicht oder nur in geringem Umfang mächtig, um die 50, Allergiker und haben in Neapel Schwefelbäder besucht. Alle haben Anzeichen von Wahnsinn gezeigt und danach Selbstmord begangen.
Diverse Umstände legen eine Vergiftung durch einen Serientäter nahe, doch sowohl die örtliche Polizei als auch Interpol sind ratlos. Der ehemalige Astronaut John soll die Reise eines der Toten, soweit bekannt, nachvollziehen. Doch dies bleibt ohne Ergebnis. Nachdem er einen Bombenanschlag am Flughafen Rom überlebt hat, beschließt er, mittlerweile in Paris, die ganze Sache aufzugeben.
Durch eine Verkettung unwahrscheinlicher Ereignisse passiert ihm dann in Frankreich genau das, was den Anderen in Italien widerfahren ist. Nur seiner Ausbildung als Astronaut verdankt er sein Überleben. Schließlich wird herausgefunden, dass eine extrem seltene Kombination aus einem bestimmten Antiallergikum und einem Haarwuchsmittel, katalysiert durch Rhodanid, Halluzinationen und schwere Depressionen hervorruft und zum Selbstmord der Touristen geführt hat.
Wie in Lems früher erschienenem Roman Die Untersuchung gibt es auch in Der Schnupfen keinen Täter. Die Geschehnisse sind nur (extrem unwahrscheinliche) Zufälle, und dass „der Protagonist das Rätsel löst, ist ein statistischer Zufall – so unbefriedigend diese Antwort für die Frage nach dem Sinn der Erkenntnissuche auch sein mag.“ Der Roman verdeutlicht die Aussage, dass auch unwahrscheinliche Ereignisse, eine genügend große Anzahl Versuche vorausgesetzt, mit hoher Wahrscheinlichkeit eintreten. „Die Menschheit hat sich so vermehrt und verdichtet, daß atomare Gesetze sie zu lenken beginnen. Jedes Gasatom bewegt sich chaotisch, aber ebendieses Chaos gebiert die Ordnung als Stabilität des Drucks.“ Ähnliche Konzepte aus der statistischen Mechanik liegen auch Isaac Asimovs fiktiver Wissenschaft Psychohistorik zu Grunde.

## Ausgaben
- Stanisław Lem: Katar. Wydawnictwo Literackie, Kraków 1976.
- Stanisław Lem: Der Schnupfen (übersetzt von Roswitha Buschmann). Volk und Welt, Berlin 1977.
- Stanisław Lem: Der Schnupfen (übersetzt von Klaus Staemmler). Insel, Frankfurt am Main 1977, ISBN 3-458-05027-2.
- Stanisław Lem: Der Schnupfen (übersetzt von Klaus Staemmler). Suhrkamp, Frankfurt am Main 1979, ISBN 3-518-37070-7 (= Phantastische Bibliothek, Band 33).
- Stanisław Lem: Der Schnupfen (übersetzt von Klaus Staemmler). Suhrkamp, Frankfurt am Main 2013, ISBN 978-3-518-74335-5 (E-Book).
- Stanisław Lem: Der Schnupfen (übersetzt von Klaus Staemmler). Eder & Bach, München 2015, ISBN 978-3-945386-14-9.